# Anabarhynchus boomerang
Anabarhynchus boomerang är en tvåvingeart som beskrevs av Lyneborg 2001. Anabarhynchus boomerang ingår i släktet Anabarhynchus och familjen stilettflugor. Inga underarter finns listade i Catalogue of Life.